# Zelfreplicatie

Moleculaire geometrie van DNA

Zelfreplicatie is elk gedrag van een dynamisch systeem dat resulteert in de constructie van een identieke kopie van dat systeem. Zelfreplicatie is een fundamenteel kenmerk van leven.
Biologische cellen vermenigvuldigen zich onder geschikte omstandigheden door middel van celdeling. Voorafgaand aan de celdeling wordt het DNA binnen de celkern gerepliceerd en tijdens de voortplanting aan nakomelingen doorgegeven. Een virus kan zich ook reproduceren, maar om hiertoe in staat te zijn dient het eerst door middel van een infectieproces de reproductieve machinerie van de geïnfecteerde cellen te hebben overgenomen. Schadelijke prionen, eiwitten, kunnen ook repliceren door normale prionen in rogue-vormen om te zetten.
Computervirussen reproduceren zichzelf door gebruik te maken van de reeds in computers aanwezige hard- en software. Zelfreplicatie in de robotica is behalve een actueel onderzoeksgebied ook een populair onderwerp in de sciencefiction. Elk zelfreplicerend mechanisme dat geen perfecte kopie van zichzelf maakt, zal dus resulteren in het ontstaan van verschillende varianten van het oorspronkelijke systeem. Zo'n systeem is onderhevig aan natuurlijke selectie, aangezien de varianten die er beter in slagen om in hun omgeving voort te bestaan zich in groteren getale repliceren dan varianten die minder aan hun omgeving zijn aangepast.